# Uma Breve História dos Indígenas no Canadá

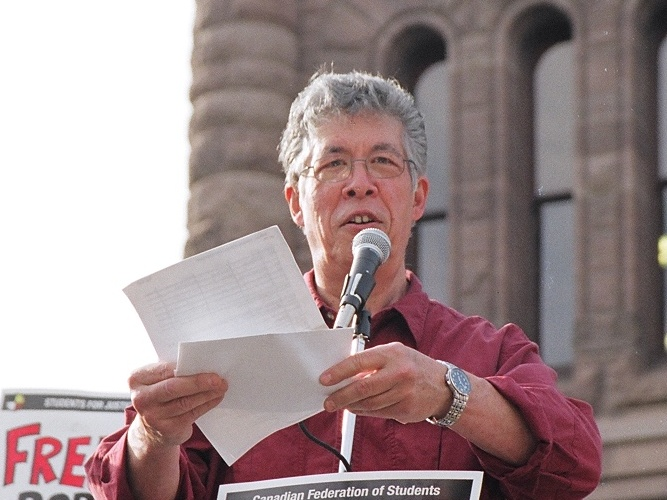
Escritor canadense Thomas King em protesto para Ardoch Algonquin Primeira Nação, Kitchenuhmaykoosib Inninuwug Primeira Nação, e Asubpeeschoseewagong Primeira Nação no Queen's Park, Toronto, Ontario, em 26 de maio de 2008.

Uma Breve História dos Indígenas no Canadá, originalmente intitulado A Short History of Indians in Canada é uma coleção de contos do escritor canadense Thomas King, publicada pela editora estadunidense HarperCollins em 2005. Apesar da maioria das histórias lidarem com questões que envolvam os povos originários canadenses da Primeiras Nações, os tópicos e estilos são diversos.
O livro ganhou o Prêmio Livro Aborígene do Ano McNally Robinson em 2006.

## Histórias[3]
1. Uma Breve História dos indígenas no Canadá[4]
2. Notícias de conforto e alegria
3. O cão que eu gostaria de ter, eu chamaria de Helen
4. O bebê na caixa Airmail
5. Coiote e os alienígenas inimigos
6. Haida Gwaii
7. Pequenas Bombas
8. A cor das paredes
9. Homens maus que amam Jesus
10. Quanto mais perto você chegar do Canadá, mais coisas vão comer seus cavalos
11. Arca de Noé
12. Onde os Borg Estão
13. Estados a Evitar
14. Fogo e Chuva
15. Encontro
16. Fúrias Domésticas
17. The Garden Court Motor Motel
18. Sem contar o indígena, havia seis
19. Outro grande momento na história indígena canadense